# غراهام آدامز
غراهام آدامز (بالإنجليزية: Graham Adams)‏ (1 مارس 1933 بإنجلترا في المملكة المتحدة - ) هو لاعب كرة قدم بريطاني في مركز الوسط. لعب مع أكسفورد يونايتد ونادي بليموث أرجايل.

## وصلات خارجية
- غراهام آدامز على موقع قاعدة بيانات كرة القدم.إي يو (الإنجليزية)